# Hulk and the Agents of S.M.A.S.H.
Hulk and the Agents of S.M.A.S.H. is een Amerikaanse animatieserie, gebaseerd op het Marvel Comics-personage de Hulk. De serie werd van 11 augustus 2013 tot en met 28 juni 2015 uitgezonden op Disney XD. In totaal telt de serie 52 afleveringen.
In Nederland is de serie in nagesynchroniseerde vorm uitgezonden.

## Plot
In een poging de Hulk, die toch vooral bekendstaat als een monster, geliefder te maken bij het grote publiek, stelt Rick Jones een team samen rondom de Hulk en begint hierover een online realityserie. Het team bestaat uit Hulk zelf, She-Hulk, Red Hulk, Skaar en Rick Jones’ eigen alter-ego A-Bomb.
De vijf noemen zichzelf Agents of the Supreme Military Agency of Super Humans (S.M.A.S.H.) en vestigen zich in een hoofdkwartier in Vista Verde (de stad waar Bruce Banner voor het eerst de Hulk werd). Van daaruit bevecht het team meerdere bedreigingen die voor andere superhelden te groot zijn, waaronder de Hulks aartsvijand Leader en diens eigen team van schurken, de Agents of C.R.A.S.H., maar ook buitenaardse bedreigingen, zoals die van de Kree en de Skrull. Ondertussen worden hun belevenissen gefilmd en live uitgezonden door robotische, vliegende camera’s, en worden de leden van S.M.A.S.H. geregeld aan het woord gelaten om over hun situatie te vertellen.

## Achtergrond
Hulk and the Agents of S.M.A.S.H. werd voor het eerst aangekondigd op de San Diego Comic Con in 2011. Het scenario voor de serie is geschreven door Paul Dini en Henry Gilroy. De productie was in handen van Cort Lane. 
De serie werd met matige recensies ontvangen door critici. Vooral het feit dat de serie het vooral moet hebben van slapstick situaties en geregeld de vierde wand doorbreekt werd bekritiseerd. 

## Rolverdeling

### Amerikaanse Rolverdeling
- Fred Tatasciore – Hulk / Bruce Banner
- Clancy Brown – Red Hulk / Thunderbolt Ross,
- Benjamin Diskin – Skaar
- Eliza Dushku – She-Hulk / Jennifer Walters
- Seth Green – A-Bomb / Rick Jones

### Nederlandse Rolverdeling
- Paul Klooté – Hulk / Bruce Banner
- Daan van Rijssel – Red Hulk / Thunderbolt Ross,
- Rutger Le Poole – Skaar
- Peggy Vrijens – She-Hulk / Jennifer Walters
- Florus van Rooijen – A-Bomb / Rick Jones
- Huub Dikstaal - Abomination, Dr. Strange
- Marcel Jonker - Nick Fury, Het Ding, Dr. Doom, Groot
- Bert Simhoffer - Ronan the Accuser
- Guido Spek - Spider-Man
- Frans Limburg - Absorbing Man
- Reinder van der Naalt - J. Jonah Jameson, Burgemeester Stan Lee
- Jim de Groot - Iron Man
- Roberto de Groot - Thor
- Ruben Lürsen - Captain America
- Sander de Heer - The Collector
- Simon Zwiers - Wolverine
- Just Meijer - Loki
- Murth Mossel - Heimdall, Blade
- Ewout Eggink - Star-Lord
- Jannemien Cnossen - Gamora
- Trevor Reekers - Rocket Raccoon
- Juliann Ubbergen - Drax the Destroyer